# Rescaldina
Rescaldina is een gemeente in de Italiaanse metropolitane stad Milaan (regio Lombardije) en telt 13.359 inwoners (31-12-2004). De oppervlakte bedraagt 8,2 km², de bevolkingsdichtheid is 1629 inwoners per km².
De volgende frazioni maken deel uit van de gemeente: Rescalda.

## Demografie
Rescaldina telt ongeveer 5366 huishoudens. Het aantal inwoners steeg in de periode 1991-2001 met 10,7% volgens cijfers uit de tienjaarlijkse volkstellingen van ISTAT.
| Jaar | Inwoneraantal |
| ---- | ------------- |
| 1991 | 11.768        |
| 2001 | 13.025        |

## Geografie
Rescaldina grenst aan de volgende gemeenten: Cislago (VA), Gorla Minore (VA), Gerenzano (VA), Marnate (VA), Uboldo (VA), Castellanza (VA), Legnano, Cerro Maggiore.